# ثورة عبد الله بن علي
ثَوْرَةُ عبد الله بن علي (136هـ / 754م) هي ثورة شنَّها الأمير عبد الله بن علي العبَّاسي حين أتاه نعي ابن أخيه الخليفة أبو العبَّاس السَّفَّاح، ورفض خلافة ابن أخيه أبو جعفر مُتحججًا بأن السَّفَّاح وعده بتولية العهد إذا انتُدب لحرب آخر خُلفاء بني أميَّة، مروان بن محمَّد. تمكَّن الخليفة أبو جعفر من إخماد ثورته بعد أن انتدب أبي مُسلم الخُراساني لقتال عمِّه عبد الله. فر عبد الله بن علي من المعركة نحو أخيه سُليمان بن علي في البصرة، فأمنه الأخير.

## خلفية الأحداث
كان عبد الله بن علي متوجهًا على رأس الجيش العبَّاسي من أهل الشَّام وخُراسان لغزو بلاد الرُّوم بتوجيه من السَّفَّاح، وبقي يسير حتى بلغ أرضًا تدعى دُلُوك، حين أتاه نعي ابن أخيه السَّفَّاح من عيسى بن موسى، ونقل إليه أمر السَّفَّاح لمُبايعة أبو جعفر، فرفض وأمر المُنادي قائلًا: «الصلاة جامعة!»، فاجتمع الجُند والقادة حوله، قرأ عبد الله بن علي كتاب وفاة السَّفَّاح ودعاهم إلى بيعته بالخلافة، وأعلمهم بأن السَّفَّاح حين أراد توجيه الجنود لقتال آخر خُلفاء بني أميَّة مروان بن محمد، دعا ببني أبيه وأرادهم على المسير لقتاله قائلًا: «من انتدب منكم فسار إليه فهو ولي عهدي»، فلم ينتدب له غيره، وعلى هذا خرج وقتل من قتل، فشهد له بعض القادة مثل أخيه عبد الصَّمد بن علي، وأبو غانم الطَّائي، وخُفاف المروروذي وحميد بن قحطبة، إلا أن الأخير فارقه ولحق بأبي جعفر لأن عبد الله كان يريد ضرب عُنُقه. كان عبد الله بن علي يرى نفسه الأحق بالخلافة، فهو الذي دك صرح الدَّولة الأمويَّة، وثبَّت دعائم البيت العبَّاسي، وجميع إخوته دونه في المُؤهلات ولم يقم أحد منهم بمثل ما قام به. سار عبد الله بجيشه إلى حرَّان وبها مُقاتل العكِّي عامل أبو جعفر الذي استخلفه فيها، فتحصَّن العكِّي ورفض بيعة عبد الله ليُحاصره أربعين يومًا حتى تمكَّن من اقتحامها وقتل العكِّي، ليتخذ من حرَّان مركزًا له.
وصلت الأنباء إلى الخليفة أبو جعفر، ورآها فرصة ليضرب عمِّه بأبي مُسلم، وأيُّهما زال فقد زال من طريقه. بعث أبو جعفر بكتاب إلى أبو مسلم المُستقر في خُراسان، وطلب منه قتال عمِّه عبد الله بن علي، علم أبي مُسلم أن الخليفة يريد وضعه كبش فداء، فناشده كاتبه أن لا ينقض عهده وإلا طعنوا فيه أهل خُراسان، وأنه إن سمع كلمة الخليفة أرضى الناس وكانت حسنة له. سار أبُو مسلم بجيشٍ من الخُراسانيين إلى حرَّان، وأرسل الخليفة إلى والي أرمينية الحسن بن قحطبة وأخوه حميدًا بمُؤازرة أبي مُسلم فوافوه في الموصل وانضموا إليه في حملته. وقد أخذ الخوف مبلغًا في نفس عبد الله بن علي من المُؤازرات وقدوم أبي مُسلم بجيش من الخُراسانيين، فقرَّر قتل ممن معه من أهل خُراسان، فأعدم الآلاف منهم، الأمر الذي أفقده ثقة جنده. حين وصل خبر مقتلهم إلى أبي مُسلم، دبَّ الحماس في جنده من الخُراسانيَّة، واقتنعوا بأنهم إن استسلموا كان القتل مصيرهم.

## حدوث المعركة

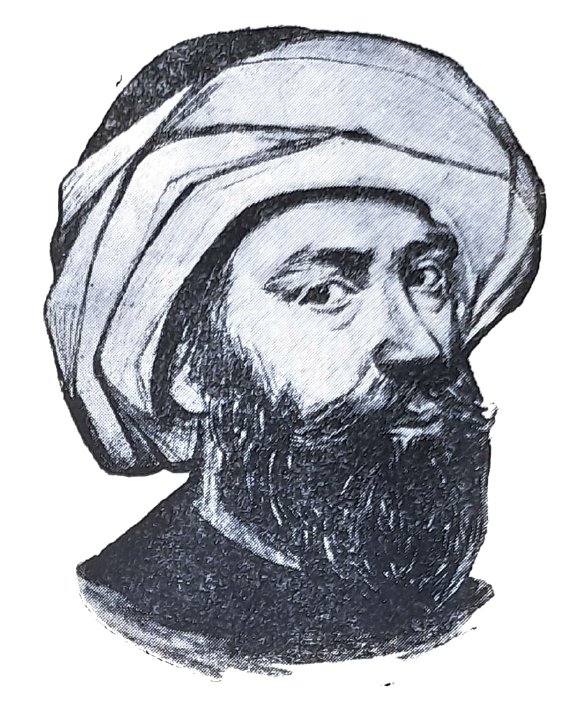
رسمٌ تخيُّلي للخليفة أبو جعفر المنصور (حكم 754-775م)

خرج عبد الله بن علي إلى نصيبين وخندق فيها، وقدِم جيش أبو مُسلم إلا أن الأخير اِسْتَخْدَم حيلة للاستيلاء على موقع عبد الله لحصانته، وكتب إلى عبد الله قائلًا: «إني لم أومر بقتالك ولكن أمير المؤمنين ولَّاني الشام فأنا أريدها»، فخشى أهل الشَّام ضمن جيش عبد الله على رجالهم وذراريهم، فطلبوا منه الخروج إليها لحماية أهلهم وذويهم، فقال لهم عبد الله: «إنه والله ما يريد الشام وما توجه لقتالكم، وإن أقمتم ليأتينَّكم»، أصرُّوا عليه في الخروج إلى الشَّام، حتى قبل على مضض، وحين خرجوا من نصيبين، دخل أبو مسلم في معسكر عبد الله بن علي وعوَّر ما حوله من المياه. أنَّب عبد الله أصحابه وذكَّرهم بما قاله لهم، فأجمعوا على النزول إلى معسكر أبي مُسلم الذي كان فيه، والتقى الطرفان في وقعات عديدة لمدة خمسة أشهر، وكان جيش عبد الله أكثر فرسانًا وأكمل عدة، واستمرت المعارك بينهم، حتى التقوا في 7 جُمادى الآخرة سنة 136هـ / 27 نوفمبر 754م، وتمكن أبو مُسلم من القيام بخدعة جعلت جيش الشَّام ينحازون إلى الميمنة بإزاء الميسرة، ليتمكن من توجيه ضربة قاضية إلى قلب جيش عبد الله، فجال أهل القلب والميمنة من جيش عبد الله، وانهزم الأخير فارًا إلى البصرة، فأمَّنه أخوه سليمان بن علي.

## ما بعد المعركة

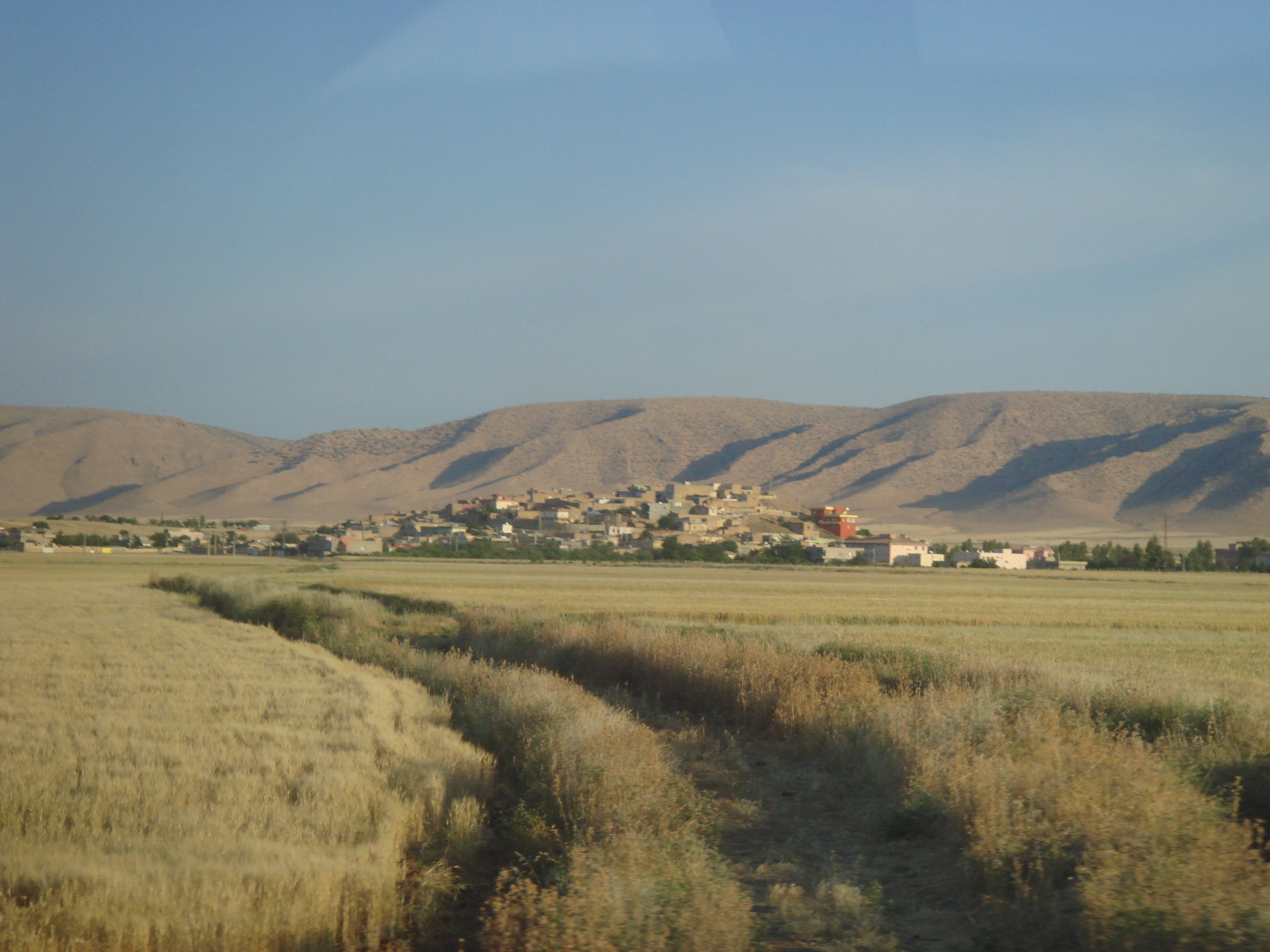
صورة حديثة لأرض في نواحي نصيبين (جنوب شرقي تركيا اليوم).

بعث الخليفة أبو جعفر مولاه أبو الخصيب لإحصاء ما أصابه أبو مُسلم من معسكر عبد الله بن علي، فغضب أبو مسلم وعظِم الأمر عنده حتى أراد قتله، إلا أنه قيل له بأنه رسول فخلَّى سبيله وقال: «أنا أمينٌ على الدماء، خائنٌ في الأموال؟!» وشتم أبو جعفر، فرجع أبو الخصيب إلى الخليفة وأخبره بما جرى، لتكون من أسباب نُكبة أبي مُسلم لاحقًا. يُعلق المُؤرخ المصري محمد الخضري بك على هروب عبد الله بن علي قائلًا: «وهنا فعل عبد الله بن علي فعلًا لا يُليق بشرف بني هاشم وعلو اسمهم في ميادين القتال، فإنهم كانوا يرون الفرار عارًا لا تحتمله أنفسهم الأبية، فإما ظفر أو قتل»، ويستذكر رواية كيف عاب عبد الله على مروان بن محمد هروبه من وقعة الزَّاب. لم يكن أبو جعفر ينوي إصدار عفو عن عمِّه عبد الله بن علي الذي بقي مُتخفيًا منذ تلك الواقعة حتى حُبس سنة 139هـ / 756 أو 757م. لم يتخلَّص الخليفة من عمِّه فورًا حتى لا يثير ضجَّة سياسيَّة أو عائليَّة كبيرة، فبقي عبد الله سجينًا لثمانية أعوام حتى دبَّر له مؤامرة للتخلُّص منه بعد توجيهه لوليُّ العهد آنذاك عيسى بن موسى، حتى يصفو له الجو ويعهد بولاية العهد لابنه محمَّد المهدي بدلًا منه، ضاربًا بذلك حجرين في آنٍ واحد. تُوفي عبد الله بن علي في سجنه سنة 147هـ / 764م واختلفت المُؤرخين في ذلك.

### فهرس المنشورات
1. ↑  الطبري (2004)، ص. 1493.
2. ↑  شاكر (2000)، ج. 1، ص. 98-99.
3. ↑  الخضري (2003)، ص. 57.
4. ↑  أدهم (1969)، ص. 73.
5. ↑  إلهامي (2013)، ص. 265-266.
6. ↑  أدهم (1969)، ص. 73-74.
7. ↑  شاكر (2000)، ج. 1، ص. 99-100.
8. ↑  ابن الأثير (2005)، ص. 791.
9. ↑  الخضري (2003)، ص. 57-58.
10. 1 2 3  ابن الأثير (2005)، ص. 792.
11. 1 2  الخضري (2003)، ص. 58.
12. 1 2  الخضري (2003)، ص. 58-59.
13. ↑  شاكر (2000)، ج. 1، ص. 100.
14. ↑  إلهامي (2013)، ص. 268.
15. ↑  العاني (1981)، ص. 152-155.

### معلومات المنشورات كاملة
الكتب مرتبة حسب تاريخ النشر
- علي أدهم (1969)، أبو جعفر المنصور، القاهرة: دار الكاتب العربي، OCLC:4770145624، QID:Q123471625
- حسن فاضل العاني (1981)، سياسة المنصور أبي جعفر الداخلية والخارجية، بغداد، OCLC:4770734406، QID:Q126164117{{استشهاد}}:  صيانة الاستشهاد: مكان بدون ناشر (link)
- محمود شاكر (2000)، تاريخ الدولة العباسية (ط. 6)، بيروت: المكتب الإسلامي، QID:Q125381951
- محمد الخضري بك (2003). الدولة العباسية. مراجعة: نجوى عباس. القاهرة: مؤسسة المختار للنشر. ISBN:978-977-5283-97-9. OCLC:54844608. OL:31601253M. QID:Q123224571.
- محمد بن جرير الطبري (2004). تاريخ الأمم والملوك، تاريخ الطبري: طبعة مقدم لها بتوضيح في أسانيد الطبري وبيان المؤاخذات عليها، وصححت النسخة على أصح النسخ الموجودة، وخدمت بفهارس للآيات وفهارس للأحاديث، وفهارس للموضوعات. مراجعة: أبو صهيب الكرمي. عَمَّان: بيت الأفكار الدولية. ISBN:978-9957-21-152-3. OCLC:956977290. QID:Q123224476.
- ابن الأثير الجزري (2005)، الكامل في التاريخ، مراجعة: أبو صهيب الكرمي، عَمَّان: بيت الأفكار الدولية، OCLC:122745941، QID:Q123225171
- محمد إلهامي (2013)، العباسيون الأقوياء: رحلة العباسيين منذ بداية الثورة وحتى نهاية عصرهم الذهبي، رحلة الخلافة العباسية (1) (ط. 1)، القاهرة: مؤسسة اقرأ، OCLC:908114750، QID:Q126202684